# 美高域
美高域集團有限公司，簡稱美高域集團和美高域（英語：Microware Group Limited，港交所：1985），在1985年，由Hsin Chi Hsiu及John P. Perry，於總部香港成立「Microware USA Limited」（美高域有限公司前身）。
現時任主席及執行董事王廣波，執行董事黃天雷，主要於中國香港從事提供IT基建解決方案服務及IT基建管理服務
。
股份在2017年3月9日於港交所主板上市。全球招股價為1.46港元，發行股份為6000萬股，而集資額為5180萬港元。

## 相關事件
2024年5月，美高域宣布在上海成立兩家全資附屬公司，美高域(上海)人工智能科技有限公司和美高域(上海)科技開發有限公司，註冊資本分別為人民幣6000萬和人民幣1000萬。
2025年1月，美高域集團有限公司與江蘇蓋睿健康科技有限公司宣布建立戰略合作夥伴關系。

## 外部連結
- microware.com.hk （页面存档备份，存于）